# جایزه بفتای بهترین موسیقی فیلم

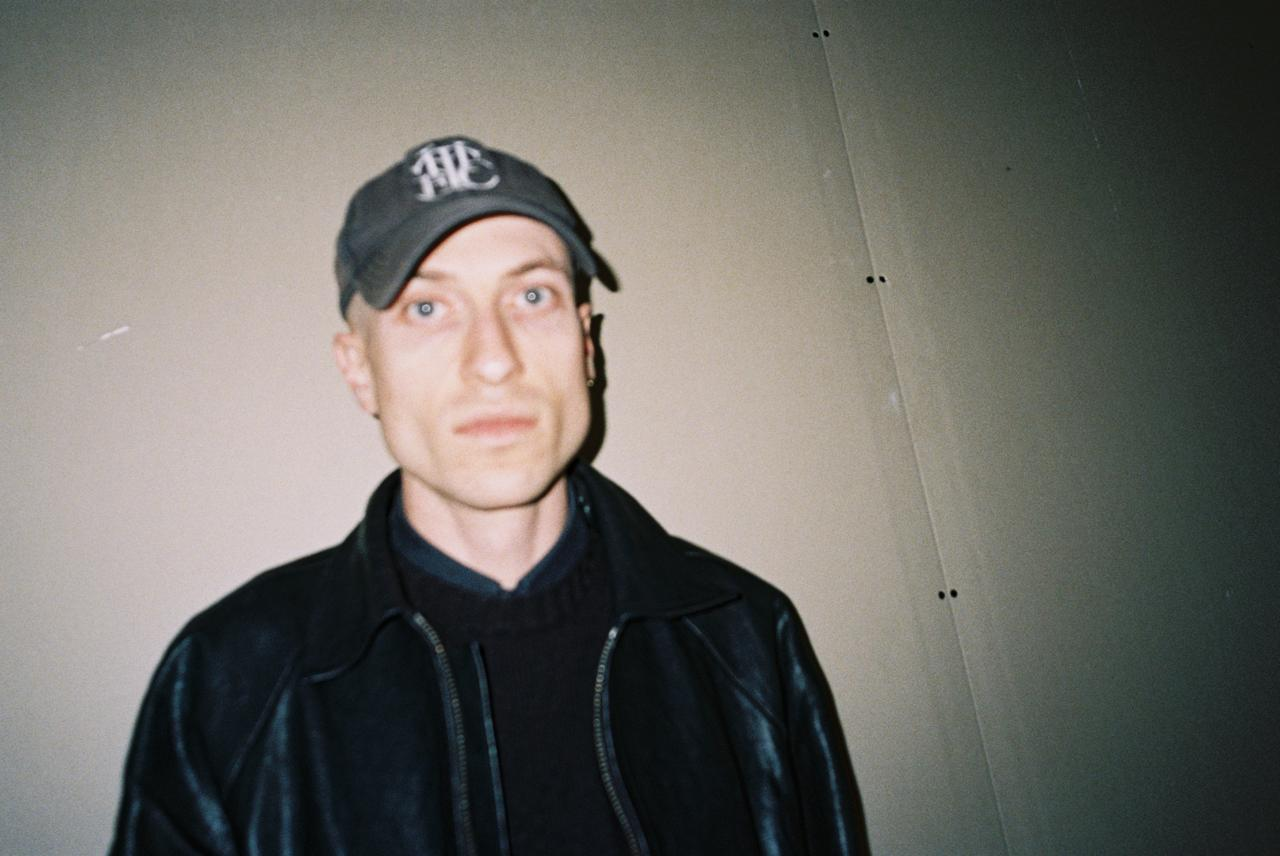
دنیل بلومبرگ

جایزهٔ موسیقی فیلم آنتونی آسکوئیث (به انگلیسی: Anthony Asquith Award for Film Music) یا جایزهٔ بفتای بهترین موسیقی فیلم (به انگلیسی: BAFTA Award for Best Film Music)، جایزه‌ای سالانه است که از سوی آکادمی هنرهای سینمایی و تلویزیونی بریتانیا (بفتا) اعطا می‌گردد.

## دهه ۱۹۶۰
- ۱۹۶۸ - شیر در زمستان - جان بری
  - رومئو و ژولیت - نینو روتا
  - The Charge of the Light Brigade - جان ادیسون
  - برای زندگی زندگی کن - فرانسیس لای
- ۱۹۶۹ – زد - میکیس تئودوراکیس
  - زنان عاشق - ژرژ دلرو
  - ماجرای توماس کراون - میشل لوگراند
  - مراسم مخفی - ریچارد رادنی بنت

## دهه ۱۹۷۰
- ۱۹۷۰ - بوچ کسیدی و ساندنس کید - برت باکاراک
  - رستوران آلیس - آرلو گاتری
  - پیکرهایی در دورنما - ریچارد رادنی بنت
  - بچه‌های راه‌آهن - جانی داگلاس
- ۱۹۷۱ - تابستان ۴۲ - میشل لوگراند
  - بزرگ‌مرد کوچک - جان هموند
  - شفت - آیزاک هیز
  - ترافیک - شارل دومون
- ۱۹۷۲ - پدرخوانده - نینو روتا
  - لیدی کارولین لمب - ریچارد رادنی بنت
  - تراژدی مکبث - ترد ایر بند
  - وینستون جوان - آلفرد رالستون
- ۱۹۷۳ - ای مرد خوش‌شانس - آلن پرایس
  - پت گرت و بیلی د کید - باب دیلان
  - ساوندر - تاج محل
  - حکومت نظامی - میکیس تئودوراکیس
- ۱۹۷۴ - قتل در قطار سریع‌السیر شرق - ریچارد رادنی بنت
  - سال نو مبارک - فرانسیس لای
  - چایناتاون - جری گلدسمیت
  - سرپیکو - میکیس تئودوراکیس
  - سه تفنگدار - میشل لوگراند
- ۱۹۷۵ - آرواره‌ها - جان ویلیامز و آسمانخراش جهنمی - جان ویلیامز
  - پدرخوانده: قسمت دوم - نینو روتا
  - گروگانگیری در پلهام ۱۲۳ - دیوید شایر
  - شیر و باد - جری گلدسمیت
- ۱۹۷۶ - راننده تاکسی - برنارد هرمان
  - باگزی مالون - پل ویلیامز
  - دیوانه از قفس پرید - جک نیچه
  - گل سرخ و دمپایی - ریچارد ام. شرمن و رابرت بی. شرمن
- ۱۹۷۷ - پلی در دوردست - جان ادیسون
  - اکوئوس - ریچارد رادنی بنت
  - جاسوسی که مرا دوست داشت - ماروین هملیش
  - ستاره‌ای متولد می‌شود - پل ویلیامز، باربارا استرایسند، کنی آشر، روپرت هلمز، لئون راسل، کنی لاگینز، آلن برگمن، مرلین برگمن و دانا وایز
- ۱۹۷۸ - جنگ ستارگان اپیزود چهارم: امیدی تازه - جان ویلیامز
  - برخورد نزدیک از نوع سوم - جان ویلیامز،
  - جولیا - ژرژ دلرو
  - تب یکشنبه‌شب - بری گیب، موریس گیب و رابین گیب
- ۱۹۷۹ - روزهای بهشت - انیو موریکونه
  - بیگانه - جری گلدسمیت
  - اینک آخرالزمان - کارمین کاپولا، فرانسیس فورد کاپولا
  - یانکی‌ها - ریچارد رادنی بنت

## دهه ۱۹۸۰
- ۱۹۸۰ - جنگ ستارگان اپیزود پنجم: امپراتوری ضربه می‌زند - جان ویلیامز
  - شیشه شکستنی - هیزل اوکانر
  - شهرت - مایکل گور
  - فلش گوردون - جان دیکن، برایان می، فردی مرکوری، راجر تیلور و هاوارد بلیک
- ۱۹۸۱ - زن ستوان فرانسوی - کارل دیویس
  - آرتور - برت باکاراک
  - ارابه‌های آتش - ونجلیس
  - مهاجمان صندوق گمشده - جان ویلیامز
- ۱۹۸۲ - ئی.تی. موجود فرازمینی - جان ویلیامز
  - بلید رانر - ونجلیس
  - گاندی - جرج فنتون و راوی شانکار
  - گمشده - ونجلیس
- ۱۹۸۳ - کریسمس مبارک آقای لارنس - ریوئیچی ساکاموتو
  - فلش‌دنس - جورجو مورودر
  - قهرمان محلی - مارک نافلر
  - افسر و جنتلمن - جک نیچه
- ۱۹۸۴ - روزی روزگاری در آمریکا - انیو موریکونه
  - کارمن - پاکو د لوچیا
  - میدان‌های کشتار - مایک اولدفیلد
  - پاریس، تگزاس - رای کودر
- ۱۹۸۵ - شاهد - موریس ژار
  - پلیس‌های بورلی هیلز - هارولد فالترمیر
  - جنگل زمرد - برایان گاسکوینه و جونیور هومریچ
  - گذرگاهی به هندوستان - موریس ژار
- ۱۹۸۶ - مأموریت - انیو موریکونه
  - از درون آفریقا - جان بری
  - اتاقی با چشم‌انداز - ریچارد رابینز
  - حدود نیمه‌شب - هربی هنکاک
- ۱۹۸۷ - تسخیرناپذیران - انیو موریکونه
  - آزادی را فریاد بزن - جرج فنتون و جوناس گوانگوا
  - امید و افتخار - پیتر مارتین
  - ای کاش اینجا بودی - استنلی مایرز
- ۱۹۸۸ - امپراتوری خورشید - جان ویلیامز
  - پرنده - لنی نیهاوس
  - آخرین امپراتور - ریوئیچی ساکاموتو، دیوید برن و کونگ سو
  - ماه‌زده - دیک هایمن
- ۱۹۸۹ - انجمن شاعران مرده - موریس ژار
  - روابط خطرناک - جرج فنتون
  - میسیسیپی در آتش - ترور جونز
  - دختر کارمند - کارلی سایمون

## دهه ۱۹۹۰
- ۱۹۹۰ - سینما پارادیزو - آندریا و انیو موریکونه
  - پسران بیکر شگفت‌انگیز - دیو گروسین
  - ممفیس بل - جرج فنتون
  - کارت‌پستال‌هایی از اج - کارلی سایمون
- ۱۹۹۱ - سیرانو دو برژراک - ژان کلود پتی
  - رقصنده با گرگ - جان بری
  - سکوت بره‌ها - هاوارد شور
  - تلما و لوئیز - هانس زیمر
- ۱۹۹۲ - Strictly Ballroom - دیوید هرشفلدر
  - دیو و دلبر - هاوارد اشمن و آلن منکن
  - ترانه‌ام را بشنو - جان آلتمن
  - آخرین موهیکان - رندی ادلمن و ترور جونز
- ۱۹۹۳ - فهرست شیندلر - جان ویلیامز
  - علاءالدین - آلن منکن
  - پیانو - مایکل نیمن
  - بی‌خوابی در سیاتل - مارک شایمن
- ۱۹۹۴ - بک‌بیت - دان واز
  - ماجراهای پریسیلا، ملکه صحرا - گای گراس
  - چهار عروسی و یک عزا - ریچارد رادنی بنت
  - شیرشاه - هانس زیمر
- ۱۹۹۵ - پستچی - لوئیز باکالوف
  - شجاع‌دل - جیمز هورنر
  - جنون شاه جرج - جرج فنتون
  - حس و حساسیت - پاتریک دویل
- ۱۹۹۶ - بیمار انگلیسی - جرج فنتون
  - Brassed Off - ترور جونز
  - اویتا - تیم رایس و اندرو لوید وبر
  - درخشش - دیوید هرشفلدر
- ۱۹۹۷ - رومئو + ژولیت - نلی هوپر
  - The Full Monty - ان دادلی
  - محرمانه لوس آنجلس - جری گلدسمیت
  - تایتانیک - جیمز هورنر
- ۱۹۹۸ - الیزابت - دیوید هرشفلدر
  - هیلاری و جکی - برینگتون فلونگ
  - نجات سرجوخه رایان - جان ویلیامز
  - شکسپیر عاشق - استیون واربک
- ۱۹۹۹ - زیبای آمریکایی - تامس نیومن
  - کلوپ اجتماعی بوئنا ویستا - رای کودر و نیک گلد
  - پایان رابطه - مایکل نایمن
  - آقای ریپلی بااستعداد - گابریل یارد

## دهه ۲۰۰۰
- ۲۰۰۰ - ببر خیزان، اژدهای پنهان - تان دان
  - تقریباً معروف - نانسی ویلسون
  - بیلی الیوت - استیون واربک
  - گلادیاتور - لیزا جرارد و هانس زیمر
  - ای برادر کجایی؟ - تی-بون برنت و کارتر برول
- ۲۰۰۱ - مولن روژ! - کریگ آرمسترانگ و ماریوس دوریس
  - آملی - یان تیرسن
  - ارباب حلقه‌ها: یاران حلقه - هاوارد شور
  - جاده مالهالند - آنجلو بادالامنتی
  - شرک - هری گرگسون -ویلیامز و جان پاول
- ۲۰۰۲ - ساعت‌ها - فیلیپ گلس
  - اگه میتونی منو بگیر - جان ویلیامز
  - شیکاگو - فرد اب، دنی الفمن و جان کاندر
  - دار و دسته‌های نیویورکی - هاوارد شور
  - پیانیست - ووچیچ کیلار
- ۲۰۰۳ - کوهستان سرد - تی بون برنت و گابریل یارد
  - ارباب حلقه‌ها: بازگشت پادشاه - هاوارد شور
  - دختری با گوشواره مروارید - الکساندر دسپلات
  - بیل را بکش: قسمت اول - RZA
  - گم‌شده در ترجمه - برایان ریتزل و کوین شیلدز
- ۲۰۰۴ - خاطرات موتورسیلکت - گوستاوو سانتائولایا
  - هوانورد - هاوارد شور
  - گروه کُر - برونو کوله
  - در جستجوی ناکجاآباد - یان آ.پ. کاچمارک
  - ری - کرگ آرمسترانگ
- ۲۰۰۵ - خاطرات یک گیشا - جان ویلیامز
  - کوهستان بروکبک - گوستاوو سانتائولایا
  - The Constant Gardener - آلبرتو ایگلسیاس
  - خانم هندرسون تقدیم می‌کند - جرج فنتون
  - Walk the Line - تی -بون برنت
- ۲۰۰۶ - بابل - گوستاوو سانتائولایا
  - کازینو رویال - دیوید آرنولد
  - دریم‌گرلز - هنری کریگر
  - ملکه - الکساندر دسپلات
  - هپی فیت - جان پاول
- ۲۰۰۷ - زندگی مانند گل سرخ - کریستوفر گانینگ
  - گانگستر آمریکایی - مارک استراتنفلد
  - کفاره - داریو ماریانلی
  - بادبادک‌باز - آلبرتو ایگلسیاس
  - خون به پا خواهد شد - جانی گرینوود
- ۲۰۰۸ - میلیونر زاغه‌نشین - ای. آر. رحمان
  - مورد عجیب بنجامین باتن - الکساندر دسپلات
  - شوالیه تاریکی - جیمز نیوتن هاوارد و هانس زیمر
  - ماما میا! - بنی اندرسون و بیورن اولویوس
  - وال -ئی - تامس نیومن
- ۲۰۰۹ - بالا - مایکل جاکینو
  - آواتار - جیمز هورنر
  - دل دیوانه - تی بون برنت و استیون بروتون
  - آقای فاکس شگفت‌انگیز - الکساندر دسپلات
  - سکس و مواد و راک اند رول - چاز جنکل

## دهه ۲۰۱۰
- ۲۰۱۰ - سخنرانی پادشاه - الکساندر دسپلات
  - ۱۲۷ ساعت - ای. آر. رحمان
  - آلیس در سرزمین عجایب - دنی الفمن
  - چگونه اژدهای خود را تربیت کنیم - جان پاول
  - تلقین - هانس زیمر
- ۲۰۱۱ - آرتیست - لودویک بورس
  - تعمیرکار خیاط سرباز جاسوس - آلبرتو ایگلسیاس
  - دختری با خالکوبی اژدها - ترنت رزنر و آتیکوس راس
  - هوگو - هاوارد شور
  - اسب جنگی - جان ویلیامز
- ۲۰۱۲ - اسکای‌فال - توماس نیومن
  - آنا کارنینا - داریو ماریانلی
  - آرگو - الکساندر دسپلات
  - زندگی پی - مایکل دانا
  - لینکلن - جان ویلیامز
- ۲۰۱۳ - جاذبه - استیون پرایس
  1. ۱۲ سال بردگی - هانس زیمر
  2. کتاب‌دزد - جان ویلیامز
  3. کاپیتان فیلیپس - هنری جکمن
  4. نجات آقای بنکس - توماس نیومن
- ۲۰۱۴ -الکساندر دسپلات – هتل بزرگ بوداپست

- یوهان یوهانسون – تئوری همه چیز
- میکا لوی – زیر پوست
- آنتونیو سانچز – مرد پرنده‌ای
- هانس زیمر – بین ستاره‌ای

- ۲۰۱۵ - هشت نفرت‌انگیز – انیو موریکونه و بازگشته (فیلم ۲۰۱۵)، رندی تام
  - ل جاسوس‌ها – توماس نیومن
  - بازگشته (فیلم ۲۰۱۵)، ریوئیچی ساکاموتو
  - سیکاریو (فیلم ۲۰۱۵) – یوهان یوهانسون
  - جنگ ستارگان: نیرو برمی‌خیزد – جان ویلیامز

- ۲۰۱۶- لالا لند – جاستین هورویتز
  - ورود – یوهان یوهانسون
  - جکی – میکاچو
  - شیر – داستین اوهالورن و هائوشکا
  - حیوانات شب‌زی – Abel Korzeniowski